# 张顺臻
张顺臻（1926年8月—），男，直隶（今河北）丰南人，中华人民共和国政治人物，曾任内蒙古自治区政协副主席，第六届全国政协委员。